# شهرستان بورزیانسکی
شهرستان بورزیانسکی (به لاتین: Burzyansky District) یک شهرستان در روسیه است که در باشقیرستان واقع شده‌است.